# Maître de cavalerie
Le maître de cavalerie (en latin : magister equitum) est, durant la République romaine, l'assistant qu'un dictateur romain doit nommer, une sorte de chef d'état-major. À partir du Ier siècle av. J.-C., le titre est utilisé par l'armée romaine comme titre honorifique. Le grade de magister equitum, associé à de véritables pouvoirs de commandement, réapparaît durant le Bas-Empire romain.

## Sous la République

### Nomination et pouvoirs
Durant la République, le maître de cavalerie est nommé par un dictateur peu après que ce dernier a été désigné par un des deux consuls, avec l'accord du Sénat. Il s'agit d'une magistrature exceptionnelle puisqu'il faut que le Sénat proclame « l'état d'exception » pour qu'elle soit exercée, c'est-à-dire que le Sénat considère que la République fait face à un danger pressant qui rend nécessaire l'instauration d'un commandement unique. Tout comme le dictateur, le maître de cavalerie dispose d'un mandat limité à six mois au terme desquels il doit abdiquer,.
Une fois nommé, le dictateur doit lui-même choisir son maître de cavalerie qui lui sert d'auxiliaire, sauf si le nom du maître de cavalerie est fixé par le Sénat via un senatus consultum. Si, en apparence, le principe de collégialité est conservé avec deux magistrats qui succèdent aux deux consuls, dans les faits le maître de cavalerie est le subordonné du dictateur et non son égal comme le sont les consuls l'un pour l'autre. Le dictateur doit toujours être accompagné d'un maître de cavalerie ; si le maître de cavalerie meurt ou abdique au cours de son mandat, le dictateur doit en nommer un deuxième.
Contrairement au dictateur qui est accompagné d'une escorte de vingt-quatre licteurs, le maître de cavalerie n'en dispose pas. Il dispose néanmoins d'une forme d'imperium égale à celui d'un préteur, et ses pouvoirs ne sont pas supérieurs à ceux des consuls et sont donc subordonnés à ceux du dictateur. En l'absence de celui-ci, il devient son représentant et exerce alors les mêmes pouvoirs, jusqu'au retour du dictateur où ses pouvoirs retrouvent leur niveau originel.

### Les principaux maîtres de cavaleries

#### Dictature classique
Selon la tradition, le premier dictateur, Titus Larcius Flavus, est nommé en 501 av. J.-C. afin de faire face à la menace que représentent les Sabins. Il s'adjoint Spurius Cassius Vecellinus comme maître de cavalerie.
En 368 av. J.-C., Caius Licinius Stolon, tribun de la plèbe, est nommé maître de cavalerie par Publius Manlius Capitolinus en signe d'apaisement vis-à-vis de la plèbe, douze ans avant le premier dictateur plébéien. C'est le premier plébéien à atteindre cette charge.
En 356 av. J.-C., un plébéien est pour la première fois nommé dictateur, ce qui provoque l'indignation des patriciens qui remettent en cause l'élection du consul plébéien prévue par les lois licinio-sextiennes.
Après 202 av. J.-C., la dictature tombe en désuétude, Rome étant désormais à l'abri de toute menace directe. De plus, la présence permanente à Rome d'un préteur urbain permet qu'un magistrat doté de l'imperium assure la tenue des comices. Lorsque c'est nécessaire, le Sénat se contente de renforcer temporairement le pouvoir des consuls et la dictature n'est plus exercée jusqu'à celle de Sylla.

#### Dictatures de Sylla et de César
Fin 82 av. J.-C., Sylla se fait nommer dictateur et désigne comme maître de cavalerie Lucius Valerius Flaccus. Sylla abdique au bout de six mois mi-81 av. J.-C.
Un des plus célèbres maîtres de cavalerie est Marc Antoine, nommé par Jules César lors de sa dictature de 47 av. J.-C. Mais César ne lui renouvelle pas sa confiance lors de sa dictature pour dix ans à partir du milieu de l'année 46 av. J.-C., lui préférant Lépide qui le reste lorsque César devient dictateur perpétuel en février 44 av. J.-C., un mois avant son assassinat.

## Sous l'Empire
À partir du IIIe siècle, le besoin de protéger l'Italie, contre les usurpateurs essentiellement, amène l'empereur Gallien à recréer un grade de « Maître de cavalerie » (Magister equitum) pour commander une armée constituée de vexillations de cavalerie et d'infanterie dans le Nord de l'Italie.
Certains titulaires de ce poste tentent de devenir empereur (comme Auréolus, un des premiers titulaires) et d'autres y parviennent comme Claude II le Gothique et Aurélien. Ce commandement se révélant aussi dangereux pour l'empereur que les autres commandements militaires (tels les préfets de prétoire), il est supprimé par Dioclétien.
Sous Constantin, un grade de Magister equitum réapparaît à la cour impériale à côté d'un Magister peditum pour commander le Comitatus. À leur suite d'autres Magistri militum, régionaux cette fois, sont créés comme equitum ou peditum voire utriusque (maître à la fois de la cavalerie et de l'infanterie). À la cour d'Orient, deux Magistri militum praesentales apparaissent. Il y a notamment un Magister equitum per Gallias pour commander les comitatenses et les limitanei en Gaule (le dernier titulaire de ce poste étant Syagrius, battu par Clovis à Soissons).

## Postérité du titre
Dans les nations européennes à compter de la Renaissance, on trouve des fonctions dont le titre hérite de la magistrature antique.
- En France : Grand écuyer.
- Au Royaume-Uni : Master of the Horse.
- En Allemagne : Oberststallmeister.
- Papauté romaine : Cavallerizzo Maggiore ou Surintendant des écuries des Palais, titre de la Maison pontificale.

### Auteurs antiques
- Tite-Live, Histoire Romaine (lire en ligne)
- Denys d'Halicarnasse, Antiquités romaines (lire en ligne)

### Auteurs modernes
- Jean Rougé, Les institutions romaines : De la Rome royale à la Rome chrétienne, Paris, Armand Collin, coll. « Histoire ancienne », 1991, 251 p. (ISBN 2-200-32201-1)
- Jean-Pierre Martin, Alain Chauvot et Mireille Cébeillac-Gervasoni, Histoire romaine, Paris, Armand Colin, coll. « Collection U Histoire », 2003, 473 p. (ISBN 2-200-26587-5)
- Dominique Briquel, « Les difficiles débuts de la liberté », dans François Hinard (dir.), Histoire romaine. Tome I, Des origines à Auguste, 2000, 1080 p. (ISBN 978-2-213-03194-1), p. 131-161
- (en) T. Corey Brennan, The Praetorship in the Roman Republic, vol. 1 et 2, Oxford, Oxford University Press, 2000, 972 p. (ISBN 0-19-511459-0)